# Gilberto Gagliardi
Gilberto Gagliardi (São Paulo, 5 de dezembro de 1922 — 15 de julho de 2001) foi um trombonista e arranjador brasileiro.
Filho de italianos, nasceu na capital paulista mas cresceu no Rio de Janeiro. Seu pai era trombonista, e também três de seus irmãos, Fausto, Raul e Roberto, eram também trombonistas. No entanto, Gilberto, foi o único filho que seguiu uma carreira da música.
Sua carreira começou aos 18 anos, tocando no Urna Cassino no Rio de Janeiro. Na década e 1940 foi primeiro trombone de orquestras brasileiras e do grupo “Os Copacabanas”, e em torno de 1965, inscreveu-se no mundo sinfônico, sendo o principal trombone da Orquestra Sinfônica Municipal do Rio de Janeiro. Tocou para regentes notáveis, como Heitor Villa-Lobos, Camargo Guarnieri e Eleazar de Carvalho.
Atuou em diversas orquestras, entre elas a de Carlos Machado, a de Zacarias, a de Sílvio Mazzuca, Simonetti, Dick Farney, Élcio Álvarez e a Orquestra Sinfônica Municipal de São Paulo. Compôs diversas canções, com parceria dos músicos Clóvis Maméde, Romeu Rocha e Domingos Namone.